# Paul Hindemith
Paul Hindemith, nemški skladatelj, glasbeni teoretik in violist, * 16. november 1895, Hanau blizu Frankfurta ob Majni, † 28. december 1963, Frankfurt ob Majni.
Hindemith je bil eden najpomembnejših nemških skladateljev in vodilnih glasbenih teoretikov prve polovice 20. stoletja.

## Življenjepis
Hindemith se je rodil v delavski družini. Svoje zgodnje otroštvo je preživel v Rodenbachu pri Hanau. Od tretjega do šestega leta je živel pri starih starših v Naumburgu na Queisu v Šleziji. Leta 1900 se je družina preselila v Mülheim na Majni, kjer je Paul je hodil v osnovno šolo in se začel učiti violino. Leta 1905 se je z družino preselil v Frankfurt, kjer je šolanje končal pri starosti 14 let.
Družinske korenine ležijo v Šleziji. Prihaja iz stare šlezijske družine trgovcev in obrtnikov iz krogov Jawor in Luban. Njegov oče Rudolf je bil rojen leta 1870 v Naumburgu am Queis v Šleziji. Zapustil je svoj dom kot mladenič in se naselil leta 1890 v Hanau, kjer je deloval kot hišni slikar. Oče je pustil tri otroke, Pavla rojenega leta 1895, leta 1898 rojeno sestro Antonia (Toni) in leta 1900 rojenega brata Rudolfa v Otroškem zavetišču za poučevanje glasbe, ki je deloval pod imenom " Frankfurter Kindertrio". Sin Rudolf Hindemith, ki je bil že zelo zgodaj priznani čelist, je pozneje postal tudi poklicni dirigent in skladatelj, vendar je ostal v senci svojega slavnega brata Paula. Oče je šel star 44 let v vojsko v prvi svetovni vojni kot prostovoljec. Padel je septembra 1915 v bitki pri Souain-Perthes v Šampanji.

## Otroštvo in konkurenca med dvema bratoma
Kot otroka sta bila oba brata Paul in Rudolf (1900-1974) vodilna v družini. V mladosti sta sestavila kvartet Amar-Hindemith, ki je bil strokovno ena od vodilnih skupin nove glasbene scene v dvajsetih letih preteklega stoletja. Mlajši Rudolf je kmalu odšel, ker se je pogosto znašel v Paulovi senci in se preselil v žanr godbe in jazza ter prepustil Paulu dirigiranje.

## Glasbena kariera
Paul je študiral violino od devetega leta dalje. Po priporočilu svoje učiteljice Anne Hegner je od leta 1908 dalje obiskoval višji konservatorij. Poleg študija violine pri Adolfu Rebnerju, se je usposabljal kot skladatelj pri Arnoldu Mendelssohnu in Bernhardu Seklesu. Bil je violist v orkestru v Frankfurtu.
Od 1915-1923 je imel položaj koncertnega mojstra v frankfurtski operi. Hindemith se je v času prve svetovne vojne 16. januarja 1918, kot vojaški glasbenik pehotnega polka, preselil v Alzacijo. Od aprila je bila njegova enota nastanjena v severni Franciji in Belgiji, kjer je Hindemith doživel grozote vojne. 8. decembra 1918 je bil odpuščen iz vojaške službe.
Leta 1922 je bil v Frankfurtu ustanovljen kvartet Amar, kjer je igral drugo violino, kasnjej pa violo. Leta 1923 je Hindemith izpolnil željo pianistu Paulu Wittgensteinu in napisal klavirski koncert za levo roko, ki pa ni bil izveden. Šele 80 let kasneje, po presenetljivem odkritju, je bil leta 2004 prvič izveden z Berlinsko filharmonijo.
Hindemithova najljubša pianistka, žena frankfurtskega umetnostnega zgodovinarja Frieda Luebbeckea, Emma Luebbecke, ki je igrala v kvartetu Rebner, je izvedla leta 1924 njej posvečen kvintet v e-molu (op. 7) napisan leta 1918.
V istem letu se je poročil z glasbenico Gertrudo Rottenberg, hčerjo dirigenta orkestra frankfurtske Opere Ludwiga Rottenberga in vnukinjo nekdanjega župana Frankfurta Franca Adickesa.
Leta 1924 je Hindemith, kot prijatelj Hansa Flescha, nekdanjega direktorja Frankfurter Senders, prišel v stik z novim medijem. Na pobudo Flescha je pozneje pisal številna naročena dela za radio, med njimi leta 1929 glasbeno-zvočno Lindberghovo letenje, v koprodukciji z Kurtom Weillom in Bertoltom Brechtom. Berlinska Akademija za glasbo je leta 1927 imenovala Hindemitha za profesorja za kompozicijo. Od leta 1929 poučuje tudi na glasbeni šoli Neukölln, ustanovljeni leta 1927.
Od leta 1923 je prijateljeval s frankfurtskim slikarjem Rudolfom Heinischom (1896-1956), s katerim sta ostala dobra prijatelja vse do njegove smrti. Heinisch je za Hindemitha narisal kvartet Amar in v obdobju 1924-1956 približno 15-krat naslikal tudi Paula Hindemitha. Njegova najbolj znana podoba Hindemitha, od leta 1929 je visela v Mestnem muzeju v Frankfurtu, je bila izobešena leta 1938 na nacistični razstavi „Entartete Kunst“ v kategoriji „Technisch gekonnt, Gesinnung verjudet“ in nato kot "neuporabna" uničena.
V tem času je bilo več njegovih del premierno izvajanih na glasbenem festivalu v Donaueschingenu. Ko je leta 1921 Hindemithov kvartet Amar premierno izvedel 3 godalni kvartet Opus 16, mu je ta, komaj tridesetlenemu, prinesel sloves najbolj vplivnega in spoštovanega sodobnega glasbenika v Evropi. Komorni festivalski orkester je vodil v letih 1923-1930. Skupaj s Heinrichom Burkardom in Josephom Haasom je bil to eden najpomembnejših forumov za novo glasbo. Od takrat dalje je bil Hindemith eden najbolj pomembnih in spornih osebnosti sodobne glasbe v Nemčiji.

## Soočenje s Tretjim Rajhom
Leta 1930 Hindemith preusmeri svoje glasbeno udejstvovanje kot violist v druge evropske države, koncertna potovanja so ga popeljala tudi v ZDA. Njegovo delo je v Nemčiji postalo bolj in bolj omejeno. Nacistični privrženci sicer ne dvomijo v Hindemithovo glasbeno sposobnost kot "velikega moža svojega časa", vendar so razburjeni glede njegovega "nesprejemljivega odnosa" do nacizma. Adolf Hitler se je leta 1929 pritožil nad sliko v petem delu opere "Novica dneva". Del njegovih del so odstranili iz programov v skladu s sodbo o »kulturnem boljševizmu" ali kot "izrojena umetnost«. Leta 1934 so njegova dela prepovedali oddajati na nemškem radiu. Propagandni minister Joseph Goebbels ga je javno označil kot "atonalnega oblikovalca hrupa". Wilhelm Furtwängler je 25. novembra 1934 s svojem članku "Zadeva Hindemith" pri Deutsche Allgemeine Zeitung pisal o Hindemithovem položaju: nihče od mlajše generacije ni storil za ugled nemške glasbe v tujini toliko kot Hindemith. Nihče si ne more privoščiti, da bi spregledal Hindemitha. Hermann Goering in Joseph Goebbels sta se jezno odzvala.
V znak solidarnosti z režimom je Hindemith igral na božični večer leta 1933 v berlinskem preiskovalnem zaporu Moabit kjer je bil v tistem trenutku zaprt tudi njegov svak Hans Flesch. Med letoma 1934 in 1935 je živel v Baden Lenzkirch in tam končal simfonijo Mathis der Maler .
Leta 1935 je Hindemith v znak protesta v imenu nemške vlade v Turčiji zgradil Konservatorij v Ankari. Iz njegovega urada so ga odpustili. Od leta 1936 je bilo predvajanje njegovih del prepovedano. Višek soočenja z nacističnim sistemom je bila razstava leta 1938.

## Izseljeništvo in vrnitev
Leta 1938 je z ženo odšel v izgnanstvo, najprej v Švico. Leta 1940 je odšel v izgnanstvo v Združene države Amerike. Naselili so se v New Havnu (Connecticut), kjer je bil Hindemith do leta 1953 profesor na univerzi Yale. Leta 1946 je postal ameriški državljan.
V poznih 1940 se je Hindemith posvetil predvsem klasični glasbi. Hodil je na turneje po vsem svetu v znana glasbena središča, kot sta dunajska in berlinska filharmonija.
Leta 1950 so Hindemithu podelili častni doktorat Freien Universität Berlin, postal je tudi častni član dunajske Konzerthaus. Leta 1953 se je preselil nazaj v Švico in živel v vili v okrožju La Chance v Blonay Vevey ob Ženevskem jezeru. Izmenično je poučeval na Yale in v Zürichu do leta 1951. Leta 1957 je končal s poučevanjem in se posvetil samo skladanju in dirigiranju. Odšel je na turnejo v Azijo in ZDA.
Leta 1951 je prejel Bachovo nagrado mesta Hamburg, leta 1955 je bil počaščen z Goethejevo medaljo mesta Frankfurt in prejel Wihuri-Sibeliusovo nagrado. Leta 1962 je za glasbo prejel nagrado Balzan.
1963 je Paul Hindemith je umrl v bolnišnici v Frankfurtu zaradi vnetja trebušne slinavke.

## Njegovi učenci
Hindemith je poučeval mnoge bodoče skladatelje:
- Howard Boatwright, ameriški skladatelj in muzikolog
- Dietrich Erdmann, nemški skladatelj
- Zoltán Gárdonyi madžarski skladatelj in muzikolog
- Harald Genzmer, nemški skladatelj
- Bernhard Heiden, nemško-ameriški skladatelj
- Walter Kraft, nemški skladatelj in organist
- Felicitas Kukuck, nemški skladatelj
- Werner Kaegi, švicarski skladatelj
- Henry Konietzny, nemški skladatelj in fagotist
- Walter Leigh, britanski skladatelj in pianist
- Ernst Hermann Meyer, nemški skladatelj
- Hans Friedrich Micheelsen, nemški skladatelj in organist
- Konrad Friedrich Noetel, nemški skladatelj
- Hans Otte, nemški pianist, skladatelj in Musikvermitttler
- Franz Reizenstein, nemško-judovski skladatelj in pianist
- Oskar Sala, nemški skladatelj in fizik
- Hans Ludwig Schilling, nemški skladatelj
- Ruth Schönthal, nemško-ameriški skladatelj in pianist
- Josef Tal, izraelski skladatelj
- Johannes Paul Thilman, nemški skladatelj
- Tilegant Friedrich, nemški dirigent
- Heinz Zeebe, nemški dirigent
- Rudolf Zink, nemški skladatelj

## Skladbe (izbor)
- 1917: Tri pesmi za sopran in orkester, op. 9 (je vrhunec njegovega mladinskega dela)
- 1921: Im Kampf mit dem Berge (filmska glasba)
- 1921 do 1922: Suita 1922: Marsch (Luft-Akt), Shimmy, Nachtstück, Boston, Ragtime
- 1921: Sancta Susanna - trije samospevi, premiera 26. marca 1922 v Frankfurtu
- 1921 do 1926: svetovni premieri njegovih skladb
  - Violinski kvartet op. 22,
  - Kammermusik št. 1, op. 24a,
  - Die junge Magd, (pesmi Georga Trakla) op. 23 Nr. 2,
  - Das Nusch-Nuschi, op. 20 za birmanske lutke na dnevih komorne glasbe v Donaueschingnu.
- 1923: Repertorium für Militärmusik »Minimax«, violinski kvartet
- 1923: Skladba za klavir in orkester, op. 29 za levo roko (odkrit leta 2002 na posestvu Paula Wittgensteina, prvič izvedena leta 2004)
- 1923/24: Das Marienleben, ciklus pesmi za sopran in klavir op. 27, s pesmijo cikla življenja Marije (1912) Rainerja Marie Rilkeja
- 1925: Overtura k »Letečemu Holandcu« za violinski kvartet.
- 1925: Koncert za orkester op. 38
- 1925: Rondo za tri kitare
- 1926: svetovna premiera njegovih del za igralca klavirja Welte-Mignon
- 1926 Koncert glasba za pihalni orkester, op 41, premierno leta 1926 v Donaueschingnu (1 uvertura Koncertantna - 2. šest variacij na pesem Prinz Eugen, plemeniti vitez - 3. koračnica)
- 1927: Osem skladb za flavto solo
- 1927: Komorna glasba št. 5 za violo in orkester op. 36/4
- 1927: Komorna glasba št. 7 op. 46, št. 2 za orgle, pihala in base
- 1930-ta leta: številne pesmi, zborovske in a cappella, od katerih so nekatere navduševale z grobo tonaliteto in besedili (npr. iz šund romanov); tudi sedem skladb za ljubitelje malih električnih instrumentov
- 1931: Svetovna premiera oratorija Das Unaufhörliche, skupaj z Gottfriedom Bennom – Concertino za Trautonium in violinski orkester (premirea v Münchnu na 2. dnevih  Rundfunkmusik)
- 1932: Tri lahke skladbe za violončelo in klavir
- 1934: Premiera simfonije Mathis der Maler (o usodi slikarja Matthiasa Grünewalda) pod vodstvom Wilhelm Furtwängler v Berlinu
- 1935: Počasna skladba z rondojem za Trautonium. Tudi kot Selbstschnittplatte na Hindemith-Institut/Frankfurt
- 1935: Sonata v E duru za violino in klavir
- 1936: Tri sonate za klavir
- 1936–1955: Sonata za vsakega od orkestrskih inštrumentov in klavir, nastala med letoma 1936 und 1942
- 1937–1940: Tri sonate za orgle
- 1938: Premiera opere Mathis der Maler  v Zürichu
- 1939: Koncert za violino in orkester
- 1939: Sonata za trobento in klavir
- 1939: Sonata za klarinet in klavir
- 1940: Simfonija v Es
- 1941: Sonata za tubo in klavir
- 1942: Klavirski ciklus v Ludus tonaliteti
- 1943: Simfonija Metamorfoze na teme od Carla Marie von Webra
- 1946: Svetovna premiera oratorija Als Flieder mir jüngst im Garten blüht – Requiem za tiste, ki ljubijo na besedilo Walta Whitmana
- 1947: Apparebit repentina, za mešani zbor in pihala
- 1947: Koncert za klarinet
- 1948: Septet za pihala
- 1951: Simfonija v B-duru za koncertni orkester
- 1957: Opera Die Harmonie der Welt o življenju in delu Johannesa Keplerja, priredba Paul Sacher
- 1958: Pittsburška simfonija

## Odrska dela (izbor)
- 1921 do 1926: Umor, Hoffnung der Frauen, op. 12 (Opera na besedilo Oskarja Kokoschka)
- 1922: Der Dämon, op. 28 (Balet), premiera 1. decembra 1923 v Darmstadtu
- 1926: Premiera Opere Cardillac- premiera popravljene različice 20.junij 1956 v Zürichu
- 1929: Premiera Opere Neues vom Tage
- 1938: Premiera baleta Nobilissima visione v Londonu

## Knjige
- Unterweisung im Tonsatz. 
  - I. Theoretischer Teil. Schott, Mainz 1937
  - II. Übungsbuch für den zweistimmigen Satz. Schott, Mainz 1939.
  - III. Übungsbuch für den dreistimmigen Satz. Schott, Mainz 1970.
- Aufgaben für Harmonieschüler (Traditional Harmony). Schott, Mainz 1949, ISBN 978-3-7957-1602-8.
- Übungsbuch für Elementare Musiktheorie (Elementary Training for Musicians).Schott Mainz 1975, ISBN 3-7957-1604-7
- A Composer’s World. (Urfassung zu Komponist in seiner Welt)
- Komponist in seiner Welt: Weiten und Grenzen. Atlantis Musikbuch, Zürich 1994, ISBN 3-254-00191-5.
- Mathis der Maler: Oper in sieben Bildern. Apollo-Verlag, Mainz 1945.
- Johann Sebastian Bach. Ein verpflichtendes Erbe. Insel Verlag, Wiesbaden 1953 (Insel-Bücherei 575/2)
- Paul Hindemith: Zeugnis in Bildern. Schott, Mainz 1961
- Der Komponist als Zeichner (The Composer AS Graphic Artist). Atlantis-Musikbuchverlag, Zürich 1995.
- Sterbende Gewässer. Lambert Schneider, Gerlingen 1963.